# 杨绍明 (1942年)
杨绍明（1942年5月—），男，祖籍四川，生于陕西延安，中国摄影家、社会活动家，曾任中国摄影家协会副主席，中国宋庆龄基金会副主席。

## 家庭
父亲杨尚昆。